# Kmeťovo
Kmeťovo é um município da Eslováquia, situado no distrito de Nové Zámky, na região de Nitra. Tem 5,2 km² de área e sua população em 2018 foi estimada em 822 habitantes.

## Demografia
| Ano:        | 1994 | 2004   | 2014   | 2024   |
| ----------- | ---- | ------ | ------ | ------ |
| Broj ljudi: | 949  | 960    | 873    | 809    |
| Razlika:    |      | +1,15% | -9,06% | -7,33% |

| Ano:               | 2023 | 2024   |
| ------------------ | ---- | ------ |
| Número de pessoas: | 812  | 809    |
| Diferença:         |      | -0,36% |